# Fundación Kovacs
La Fundación Kovacs es una entidad sin ánimo de lucro, creada en 1986 en Palma de Mallorca (España), que trabaja en los ámbitos de la investigación médica, la asistencia sanitaria, la formación de profesionales y la promoción de la salud pública. En 1987 fue registrada con el número 138 en el directorio del Protectorado de Fundaciones del Ministerio de Educación y Ciencia.
Los antecedentes de la fundación se encuentran en los trabajos previos de investigación en neurofisiología y otras ramas de la medicina realizados por el doctor René Kovacs en Francia y en España durante la última mitad del siglo XX. Estas investigaciones han conducido al desarrollo de la neurorreflejoterapia, también conocida por el acrónimo NRT, que consiste en la implantación de material quirúrgico en fibras nerviosas de la piel, capaces de desencadenar efectos reflejos que, según está demostrado, mejoran ciertas enfermedades y las denominadas patologías mecánicas del raquis como el lumbago, la ciática, la hernia discal, la artrosis vertebral, la escoliosis, etc.

## Organización y funcionamiento

### Órganos de Gobierno
La presidencia de honor de la Fundación Kovacs la ocupa el rey Juan Carlos I de Borbón y el patronato está compuesto por científicos y personalidades de los sectores público y privado del país. El presidente es el doctor Francisco Manuel Kovacs.
La estructura organizativa de la fundación se complementa con un consejo directivo, un comité de seguimiento y un consejo científico.

### Actividades
La institución está especializada en la prevención y el tratamiento de dolencias de la espalda. Esta patología afecta a un alto porcentaje de la población y tiene una gran repercusión en la calidad de vida de las personas que la padecen. A ello hay que sumar la producción de elevados gastos en el erario público, que aporta los correspondientes medios sanitarios humanos y técnicos, y también asume los costes del absentismo laboral, que son sufragados por la Seguridad Social en su mayor parte.
En cuanto a la asistencia sanitaria, se han constituido varias Unidades de la Espalda repartidas por la geografía de España, entre las cuales la de Palma de Mallorca fue la primera. En estos centros se realizan tratamientos a los pacientes mediante técnicas de neurorreflejoterapia.
La promoción de la salud pública se aborda desde diferentes ámbitos de actuación. Se ha creado la Escuela Española de la Espalda, se realizan campañas de prevención, se divulga información en Internet y otros medios de comunicación, se definen y aplican programas orientados al mundo laboral, etc.
Hacen saber como tratar los dolores de espalda.

### Investigación
La fundación promueve la investigación médica en España y en el extranjero, fomentando la proyección internacional de los trabajos y estudios realizados, tanto en revistas científicas especializadas como en los medios de comunicación de mayor difusión. En los proyectos de investigación de la fundación participan centenares de médicos de varios países, lo que le ha llevado a erigirse como la principal entidad investigadora no gubernamental de España e Hispanoamérica.
Las principales líneas de investigación no solo se centran en las dolencias de la espalda sino que también abordan otros campos de la medicina. Se puede citar el descubrimiento del sistema de canales K, en estudios llevados a cabo por la propia fundación junto con otros hospitales y universidades y cuyo estado de conocimiento aún se encuentra en sus fases iniciales.
Es igualmente destacable la participación en la Red Española de Investigadores en Dolencias de la Espalda (REIDE). Esta red se creó oficialmente en el 2002 a partir de una agrupación previa de investigadores que comenzó su andadura en 1989 cuando empezaron a colaborar profesionales de la propia Fundación Kovacs, la Unidad de Bioestadística del Hospital Ramón y Cajal, varios grupos de Atención Primaria de Baleares y la Unidad de Investigación del Hospital 12 de Octubre. 
La Fundación Kovacs coordinó la realización del primer proyecto del mundo, íntegramente español, sobre la técnica médica neurorreflejoterápica aplicada a las patologías mecánicas del raquis, que incluyó el desarrollo de un ensayo clínico controlado, aleatorizado y a doble ciego.
También se imparten seminarios para facilitar la actualización de los conocimientos entre los médicos, se divulgan los artículos científicos sobre dolencias de espalda, etc.

### Financiación
Los fondos necesarios para el funcionamiento de la fundación se obtienen por medio de donaciones, patrocinio específico para determinadas actividades, contratos suscritos con otras entidades, y también mediante ingresos provenientes de la asistencia sanitaria, actividades formativas de la Escuela Española de la Espalda, seminarios, publicación y venta de libros, material didáctico, etc.

### Control económico
El régimen económico de la fundación está controlado externamente por el Protectorado de Fundaciones del Ministerio de Educación y Ciencia, y también por sometimiento voluntario a auditoría privada con periodicidad anual. Además existen mecanismos adicionales de control e inspección en las actividades cofinanciadas por otras entidades.

### Entidades cofinanciadoras
Aproximadamente unas cincuenta entidades de titularidad pública y privada, de ámbito nacional e internacional, y de casi todos los sectores económicos, cofinancian gran parte de las actividades de la fundación.

## Premios
- Premio Ramon Llull[5] recibido en 2004 en reconocimiento a los méritos contraídos en el campo de la investigación médica, la asistencia sanitaria, la formación de profesionales y la promoción de la salud pública.

- Premio CES 2009[6] del Consejo Económico y Social de las Islas Baleares recibido por el desarrollo de un nuevo tratamiento para las dolencias de cuello y espalda entre 1983 y 2009.

## Colaboración con otras entidades
Además de la participación de las entidades cofinanciadoras, se han suscrito convenios de colaboración con otras instituciones, empresas, organismos públicos, etc., tanto de España como del extranjero y en todos sus ámbitos de actuación.
De este modo, en las actividades de la Fundación hay una serie de entidades colaboradoras entre hospitales, universidades, centros de salud, institutos de investigación, agencias, empresas, sociedades científicas, sindicatos, academias de ciencias, etc.
En los proyectos de investigación participan aproximadamente 150 entidades: unas cien en la asistencia sanitaria, y unas cuarenta en la promoción de la salud pública.

### Organización Médica Colegial de España
La fundación Kovacs desarrolla diversas actividades junto con el Consejo general de colegios oficiales de médicos de España - Organización médica colegial (CGCOM-OMC).
- Campaña de ámbito nacional para la prevención del Dolor de Espalda entre los Escolares (decimotercera edición)[7] y publicación del tebeo de la espalda.[8]
- Encuentros, jornadas, ruedas de prensa, etc.[9][10]

### Servicio público de salud balear
Entre los años 2002 y 2015 los pacientes con dolencias de cuello y espalda subagudas o crónicas de tipo inespecífico fueron derivados por el servicio de atención primaria de las islas Baleares a las clínicas de la fundación Kovacs en las islas. La modalidad de cooperación consistía en un convenio de riesgo compartido cuya financiación por parte del erario público quedaba restringida tanto a la obtención de resultados positivos derivados del tratamiento, como al ahorro efectivo de costes en comparación con el tratamiento tradicional.

### Servicio público de salud del principado de Asturias
Desde el año 2009, el Servicio de salud del Principado de Asturias (SESPA) también deriva pacientes crónicos con dolencias de cuello y espalda a la fundación Kovacs.